# Jari Laukkanen (Skilangläufer)
Jari Johannes Laukkanen (* 8. Juni 1962 in Viitasaari; † 7. Oktober 2019 in Viitasaari) war ein finnischer Skilangläufer.

## Werdegang
Laukkanen, der für den Viitasaaren Viesti startete, lief im März 1983 in Lahti sein erstes von 11 Weltcupeinzelrennen, welches er auf dem 63. Platz über 15 km beendete. Zu Beginn der Saison 1986/87 holte er in Canmore mit dem sechsten Platz über 15 km klassisch seine ersten Weltcuppunkte. Bei den nordischen Skiweltmeisterschaften 1987 in Oberstdorf kam er auf den 12. Platz über 30 km klassisch, auf den neunten Rang über 15 km klassisch und auf den sechsten Platz mit der Staffel. Im März 1987 wurde er in Oslo Zweiter mit der Staffel und erreichte zum Saisonende mit dem 21. Platz im Gesamtweltcup sein bestes Gesamtergebnis. Bei den Olympischen Winterspielen 1988 in Calgary belegte er den 52. Platz über 30 km klassisch, den 25. Rang über 15 km klassisch und den achten Platz mit der Staffel. Sein letztes Weltcupeinzelrennen absolvierte er bei den nordischen Skiweltmeisterschaften 1989 in Lahti. Dort errang er den 31. Platz über 30 km klassisch.

## Teilnahmen an Weltmeisterschaften und Olympischen Winterspielen

### Olympische Spiele
- 1988 Calgary: 8. Platz Staffel, 25. Platz 15 km klassisch, 52. Platz 30 km klassisch

### Nordische Skiweltmeisterschaften
- 1987 Oberstdorf: 6. Platz Staffel, 9. Platz 15 km klassisch, 12. Platz 30 km klassisch
- 1989 Lahti: 31. Platz 30 km klassisch